# Crenaia, la nimfa del Dargle
Crenaia, la nimfa del Dargle és una pintura a l'oli sobre tela obra de l'artista prerafaelita Frederic Leighton finalitzada el 1880. L'obra està actualment en una col·lecció privada. L'escena representa Crenaia, una nimfa ideada pel mateix pintor que vivia a la riba del riu Dargle. Leighton va comptar per aquesta obra amb Dorothy Dene com a model.

## Història
Durant una visita del pintor anglès Frederic Leighton a la mansió que el seu amic irlandès, Mervyn Wingfield, vescomte de Powerscourt, que li va encarregar un quadre per a la seva casa situada a Powerscourt, en una vall prop d'Eniskerry envoltat per les muntanyes Djouce i travessat pel riu Dargle, un riu que augmenta de cabal entre War Hill i Tonduff; després de formar una cascada de més de 120 metres a Powerscourt discorre cap al mar d'Irlanda, a Bray (Irlanda). Leighton, pensant en el riu que travessava la finca, se'l va imaginar habitat per una nimfa bellíssima sempre acaronada per les aigües del Dargle. Així va néixer Crenaia, la nimfa del Dargle.
Leighton va representar Crenaia de peus, gairebé nua, amb els braços plegats sobre el pit, en actitud gairebé mística i amb les aigües de la cascada del Dargle a l'esquena.
Per a aquesta obra, una exaltació de la bellesa femenina pintada el 1880, Leighton va utilitzar una model anomenada Dorothy Dene, a la qual havia conegut uns mesos abans i que s'havia convertit en la seva model preferida.
L'obra va ser adquirida juntament amb altres obres de Leighton al vescomte de Powerscourt, i actualment està en poder del multimilionari empresari d'origen espanyol però criat a Mèxic, Juan Antonio Pérez Simón, un col·leccionista posseïdor d'una de les millors col·leccions privades d'art victorià en el món.